# 愛情魔戒
《愛情魔戒》（英語：Magic Ring）台灣偶像劇。中華電視公司、東森電視聯合出品，導演為楊冠玉，該劇由夏喬、鄭元暢主演，另有錢韋杉、仇政、勾峰、吳中天、郭世綸、陳博正共同出演。華視主頻道於2004年10月30日至2005年1月29日期間播出該劇。

## 故事大綱
|                              | 傳說中，有一只美麗璀璨的萊茵之環 祂的神奇魔力 可以為戀人們帶來追尋夢想的勇氣 在經歷了無數個世代後 這只魔戒再度展現了祂的奇蹟 儘管磨難與挫折無數 但是愛與被愛的人們，都能因祂得到幸福 |
| ——《愛情魔戒真愛全紀錄》引言 | |

## 演員陣容

### 主要演員
| 演員   | 角色   | 人物簡介、關係 |
| 夏喬   | 彭小均 | 任性卻也率性的女孩子，父過世後跟著母親改嫁，無奈母親所遇非人，跟著繼父過苦日子不久也去世了，小均就是在這樣的家庭背景長大，不斷得為愛賭博的繼父還債，之後交了一個富家男朋友高傑生，還懷他的孩子。沒想到一次開心的到傑生家卻目睹傑生和別的女生在床上，小均和男友分了手，回到家還被前來討債的人打，傷心之餘坐上火車，前往未知的未來，遇到同車的杜競遠與其未婚妻李語晴，善良的語晴將能夠帶來幸福的戒指借給了小均，小均渴望的試戴了，這一戴改變了她的命運，火車意外翻覆，杜競遠和李語晴都不幸喪生了，輕傷的小均因手上的戒指被競遠的父親誤認為是自己未見的大媳婦李語晴而帶回杜家，小均受傷後曾短暫失憶但不久後隨即想起一切，百般無奈下，小均只想在生下小孩前好好享受前所未有的親情與照顧，便不顧一下住進杜家，還跟未見面的杜家二少爺發生衝突，並被杜家總管容嫂以高標準對待，更在之後被競航發現其真實身份為彭小均，競航怕其父受不了打擊，要小均繼續假扮杜家長媳，並對她口出惡言，容嫂對其更是惡劣，但在相處之下，小均更是成為競航與父親的橋樑，努力化解二人的仇恨，兩人對彼此的愛苗慢慢滋生，但礙於表面身份，無法在一起，小均生下一子，取名為杜安之，小均和競航無法遏止互相的愛意，對杜父表白，果然杜父無法接受，但最終仍同意兩人交往，但卻殺出傑生爸爸半路搶子，在小均為愛、為杜家犧牲之下，化解杜高二家的仇恨，高父同意讓小均回杜家，還把萊茵湖一大片土地過給小安之，小均回杜家卻晚了一步，競航已傷心離開了。約两年以後，小安之長大了，一家和樂，小安之叫著爸爸回來了，小均和競航終於苦盡甘來，可以在一起了 |
| 鄭元暢 | 杜競航 | 正直的律師，脾氣卻相當的火爆，父親以前忙於工作疏忽母親，讓母親寂寞而死，自小和父親處不和，不知和父親該如何相處，卻和哥哥競遠的感情很好，第一集出庭就發生打人事件見報，父子關係更是惡劣，哥哥喜歡的女孩可亭喜歡自己造成哥哥逃避到國外，多年回國卻死於火車意外，讓競航很傷心，遇到古靈精怪的小均雖不解自己的嫂嫂為什麼會是小均這種人，但為了哥哥競遠仍是努力和小均相處，在這之中不知不覺愛上小均，非常厭惡父親一直為了生意措合自己和可亭，屢次與父親起衝突，後來發現小均是假大嫂，口是心非的對小均很壞，卻又不能不愛小均，對善良的可亭也只能說抱歉 |

### 其他演員
| 演員   | 角色   | 人物簡介、關係 |
| 白吉勝 | 丁哲凱 | 律師，愛慕可亭，和競航從大學以來就槓上，最後還幫高傑生和小均搶杜安之的撫養權，和競航多有衝突，個性有些陰險與小人，但卻對可亭一片癡心 |
| 錢韋杉 | 李語晴 | 和競遠在美國相識一個月便閃電結婚，返台後和競遠雙雙在火車意外中喪生，從願意借小均試戴戒指可看出是個善良的女孩子 |
| 錢韋杉 | 郭可亭 | 善良美麗氣質出眾的女孩子，從小和競遠競航青梅竹馬，知道競遠喜歡自己，卻無法自拔的愛上競航，但競航的心始終不在自己的身上，只能偷偷寫著無法寄出的信給競航，遇到小均之後處處幫助小均，也漸漸發現競航的心居然在小均身上，知道事實真相之後，給予競航小均二人祝福，是非常好的女孩子，最後看到哲凱對自己的用心，願意給哲凱一個機會。 |
| 勾峰   | 杜百誠 | 非常嚴肅的企業家，個性一絲不茍，對兒子十份器重，為了事業忽略了妻兒也造成兒子的不諒解，失去競遠後非常傷心，看到了小均手上戒指後認定小均就是競遠提到在美國結婚的大媳婦，對小均非常好，最後在小均的活潑和熱情中，了解親情的可貴                                                                                                 |
| 仇政   | 容嫂   | 杜家管家，在杜家很有地位，個性非常嚴肅，非常看不慣大剌剌的小均，第六感也很準，一開始就覺得小均怎麼可能是競遠少爺的妻子，對杜家忠心不二，在發現小均的真實身份後，對小均態度更是惡劣，並全力拆散小均和競航，卻願意為了杜老爺忍氣吞聲不揭發小均，後與小均和解，了解小均的優點                                                   |
| 郭世倫 | 馬克   | 競航的朋友，開修車廠，愛搞笑，適時給競航可貴的意見，喜歡杜家的女傭阿妹 |
| 僅雯   | 阿妹   | 杜家女傭，和小均感情很好，搞笑人物 |
| 馬國畢 | 阿弟   | 杜家司機，阿妹之弟，一次不小心把撞傷杜家的車子，小均跟容嫂要了15萬給阿弟修車，讓阿弟非常感激 |
| 陳博正 | 蔡億財 | 小均繼父，愛賭博，欠一屁股債都是小均幫忙還，一次發現小均居然成為有錢人家少奶奶後多次和小均要錢，也讓小均假大嫂事件在競航面前曝光，之後良心發現，不再找小均，自己開了麵店做小生意，小均生了安之後和競航回去看他，讓他非常感動                                                                                                 |
| 蕭穎   | 妞妞   | 父親被黑道又暴力手段強取土地，競航幫其父打官司，為避免她受到對方傷害，接其到杜家住，個性活潑頑皮又聰明 |

### 客串演員
| 演員   | 角色   | 人物簡介、關係 |
| 隆宸翰 | 高傑生 | 小均前男友，安之生父，花花公子兼敗家子，和小均分手後雖知小均意外死亡(小均朋友們誤以為)，還向小均朋友們欲要回其名牌t恤，為小均朋友們不恥 |
| 王道   | 高父   | 和杜百誠與其過世妻(競航母)似有一段三角戀情，恨杜百誠得到了競航母親卻沒有好好對待她，全力對付杜家事業，並搶走杜安之的撫養權，最後被小均的勇敢給感動 |
| 吳中天 | 杜競遠 | 溫文儒雅，聰明帥氣的好男人，是杜父的好兒子，競航的好哥哥，喜歡可亭，在知道可亭喜歡競航而父親又一直搓和自己和可亭下，離開杜家去美國，認識和可亭長的一模一樣的語晴後便瘋狂追求她並閃電結婚，回台後不幸在火車意外中死亡，留給競航的一句話，是希望競航幸福 |
| 白雲   | 妞父   | 被黑道以暴力強取土地，委托競航幫忙打官司 |
| 殷悅   | 安妮   | 語晴在美國的摯友，從美國飛來台灣看語晴，卻發現自己的好朋友已死，小均替代了好朋友，以及和語晴非常相似的可亭，只相信語晴和競遠是非常相愛且幸福的，不願意去想競遠和可亭的關係，將語晴競遠幸福照拿給可亭看，祝可亭幸福後傷心回美國                         |

## 電視劇歌曲
片頭：費翔《我們的幸福呢》
片尾：費翔《再見》

## 外部連結
- 華視 官方網站（繁體中文）
- 東森 官方網站 （页面存档备份，存于）（繁體中文）